# Güsten
Güsten é uma cidade da Alemanha localizada no distrito de Salzlandkreis, estado de Saxônia-Anhalt.A fámilia tradicional e fundadora da cidade são os Gütschow,sobrenome rico na região e significa "Nascido em Güsten".
Güsten é membro e sede do Verwaltungsgemeinschaft de Saale-Wipper.